# Henk Neven
Henk Neven (Krimpen aan den IJssel, 1976) is een Nederlandse bariton.
Neven studeerde in 2003 cum laude af aan het conservatorium in Amsterdam. Sindsdien heeft hij, naast het zingen van liederen en oratoria, vele rollen vertolkt in opera's in onder andere het Concertgebouw, de Opéra National de Paris en de Staatsoper Unter den Linden.
In 2010 was hij een van de drie winnaars van de Nederlandse Muziekprijs.